# Rallye Monte Carlo 1982
Die 50. Rallye Monte Carlo war der 1. Lauf zur Rallye-Weltmeisterschaft 1982. Sie fand vom 16. bis zum 22. Januar in der Region von Monaco statt.

## Klassifikationen

### Endergebnis
| Rang | Fahrer             | Co-Pilot                | Auto            | Zeit (Std./Min./Sek.) | Rückstand Sieger (Min./Sek.) Rückstand V (Min./Sek.) |
| ---- | ------------------ | ----------------------- | --------------- | --------------------- | ---------------------------------------------------- |
| 1    | Walter Röhrl       | Christian Geistdörfer   | Opel Ascona 400 | 8:20:33               | 00:00 0:00                                           |
| 2    | Hannu Mikkola      | Arne Hertz              | Audi quattro    | 8:24:22               | 03:49 3:49                                           |
| 3    | Jean-Luc Thérier   | Michel Vial             | Porsche 911 SC  | 8:32:38               | 12:05 8:16                                           |
| 4    | Guy Fréquelin      | Jean-François Fauchille | Porsche 911 SC  | 8:37:40               | 17:07 5:02                                           |
| 5    | Bruno Saby         | Françoise Sappey        | Renault 5 Turbo | 8:43:34               | 23:01 5:54                                           |
| 6    | Dany Snobeck       | Denise Emmanuelli       | Renault 5 Turbo | 8:50:28               | 29:55 6:54                                           |
| 7    | Jochi Kleint       | Gunter Wanger           | Opel Ascona 400 | 8:59:40               | 39:07 9:12                                           |
| 8    | Philippe Touren    | Jean-Louis Alric        | Renault 5 Turbo | 9:06:34               | 46:01 6:54                                           |
| 9    | Jean-Pierre Ballet | Christian Gilbert       | Porsche 911 SC  | 9:09:00               | 48:27 2:26                                           |
| 10   | Jürgen Barth       | Roland Kussmaul         | Porsche 924 GTS | 9:09:46               | 49:13 0:46                                           |

Insgesamt wurden 91 von 299 gemeldeten Fahrzeuge klassiert:

### Wertungsprüfungen
| Tage     | WP | Startzeit LT | Name                                              | Länge    | Gewinner                               | Zeit  | Leader        |
| -------- | -- | ------------ | ------------------------------------------------- | -------- | -------------------------------------- | ----- | ------------- |
| 17. Jan. | 1  | 20:52        | Véniper – La Feclaz                               | 14,24 km | Guy Fréquelin                          | 7:58  | Guy Fréquelin |
| 17. Jan. | 2  | 21:44        | Bellecombette – Le Sappey–en–Chartreuse           | 43,88 km | Walter Röhrl                           | 25:42 | Walter Röhrl  |
| 17. Jan. | 3  | 23:35        | Saint–Barthélémy de Sechilienne – Lavaldens       | 19,36 km | Walter Röhrl                           | 11:16 | Walter Röhrl  |
| 18. Jan. | 4  | 01:34        | Pont du Fosse – Romette                           | 16,00 km | Walter Röhrl Hannu Mikkola             | 8:12  | Walter Röhrl  |
| 18. Jan. | 5  | 02:33        | Savines Gare - Jct. D41/D9                        | 16,30 km | Guy Fréquelin                          | 10:26 | Walter Röhrl  |
| 18. Jan. | 6  | 03:57        | Col des Garcinets                                 | 22,87 km | Walter Röhrl                           | 16:03 | Walter Röhrl  |
| 18. Jan. | 7  | 07:09        | Trigance – Châteauvieux 1                         | 28,53 km | Walter Röhrl                           | 17:32 | Walter Röhrl  |
| 18. Jan. | 8  | 08:13        | Les Quatre Chemins 1                              | 15,48 km | Hannu Mikkola                          | 8:49  | Walter Röhrl  |
| 18. Jan. | 9  | 10:11        | Loda – Lucéram 1                                  | 16,52 km | Walter Röhrl                           | 12:42 | Walter Röhrl  |
| 19. Jan. | 10 | 07:02        | Moulinet – La Bollène–Vésubie 1                   | 22,40 km | Michèle Mouton                         | 20:21 | Walter Röhrl  |
| 19. Jan. | 11 | 08:59        | Pont des Miolans – Saint–Auban 1                  | 24,28 km | Jean-Luc Thérier                       | 17:39 | Walter Röhrl  |
| 19. Jan. | 12 | 12:10        | Col de Faye                                       | 11,78 km | Hannu Mikkola                          | 6:33  | Walter Röhrl  |
| 19. Jan. | 13 | 13:00        | Les Savoyons – Sigoyer                            | 31,88 km | Hannu Mikkola                          | 20:52 | Walter Röhrl  |
| 19. Jan. | 14 | 19:22        | Saint–Michel–les–Portes – Saint–Barthélémy du Gua | 36,63 km | Hannu Mikkola                          | 23:52 | Walter Röhrl  |
| 19. Jan. | 15 | 21:46        | Saint–Jean–en–Royans – La Chapelle–en–Vercors     | 38,67 km | Walter Röhrl                           | 21:37 | Walter Röhrl  |
| 20. Jan. | 16 | 01:00        | Saint–Bonnet–le–Froid – Saint–Bonnet–le–Froid     | 25,72 km | Hannu Mikkola                          | 14:11 | Walter Röhrl  |
| 20. Jan. | 17 | 02:59        | Le Moulinon – Antraigues                          | 36,97 km | Walter Röhrl                           | 26:21 | Walter Röhrl  |
| 20. Jan. | 18 | 07:36        | La Souche – Jct. D239/N102                        | 27,40 km | Hannu Mikkola                          | 17:27 | Walter Röhrl  |
| 20. Jan. | 19 | 08:58        | Burzet – Mezilhac                                 | 33,11 km | Hannu Mikkola                          | 19:28 | Walter Röhrl  |
| 20. Jan. | 20 | 11:55        | Saint–Nazaire–le–Désert – La Motte–Chalancon      | 23,66 km | Hannu Mikkola                          | 16:05 | Walter Röhrl  |
| 20. Jan. | 21 | 13:19        | Montauban–sur–l'Ouvèze – Laborel                  | 20,51 km | Walter Röhrl                           | 12:03 | Walter Röhrl  |
| 20. Jan. | 22 | 15:27        | Col du Corobin 1                                  | 16,27 km | Hannu Mikkola                          | 11:41 | Walter Röhrl  |
| 20. Jan. | 23 | 18:42        | Col de la Madone – Col des Banquettes             | 18,44 km | Walter Röhrl                           | 14:49 | Walter Röhrl  |
| 20. Jan. | 24 | 20:02        | Moulinet – La Bollène–Vesubie 2                   | 22,40 km | Walter Röhrl                           | 19:21 | Walter Röhrl  |
| 20. Jan. | 25 | 21:25        | Saint–Sauveur – Beuil                             | 21,91 km | Guy Fréquelin                          | 16:20 | Walter Röhrl  |
| 20. Jan. | 26 | 22:48        | Pont des Miolans – Saint–Auban 2                  | 24,28 km | Guy Fréquelin                          | 16:18 | Walter Röhrl  |
| 21. Jan. | 27 | 01:26        | Puimichel – Jct. D12/D17                          | 20,72 km | Walter Röhrl                           | 14:26 | Walter Röhrl  |
| 21. Jan. | 28 | 03:19        | Col du Corobin 2                                  | 16,22 km | Guy Fréquelin                          | 11:46 | Walter Röhrl  |
| 21. Jan. | 29 | 04:42        | Trigance – Châteauvieux 2                         | 28,53 km | Jochi Kleint                           | 18:23 | Walter Röhrl  |
| 21. Jan. | 30 | 05:46        | Les Quatre Chemins 2                              | 15,48 km | Walter Röhrl Jochi Kleint Dany Snobeck | 9:18  | Walter Röhrl  |
| 21. Jan. | 31 | 06:48        | Bouyon – Roquesteron                              | 18,95 km | Jochi Kleint                           | 14:11 | Walter Röhrl  |
| 21. Jan. | 32 | 08:17        | Loda – Lucéram 2                                  | 16,52 km | Jochi Kleint                           | 14:05 | Walter Röhrl  |

### Gewinner Wertungsprüfungen
| WP                                       | Anzahl | Fahrer           | Auto            |
| ---------------------------------------- | ------ | ---------------- | --------------- |
| 2–4, 6, 7, 9, 15, 17, 21, 23, 24, 27, 30 | 13     | Walter Röhrl     | Opel Ascona 400 |
| 4, 8, 12–14, 16, 18–20, 22               | 10     | Hannu Mikkola    | Audi quattro    |
| 1, 5, 25, 26, 28                         | 5      | Guy Fréquelin    | Porsche 911 SC  |
| 29–32                                    | 4      | Jochi Kleint     | Opel Ascona 400 |
| 10                                       | 1      | Michèle Mouton   | Audi quattro    |
| 11                                       | 1      | Jean-Luc Thérier | Porsche 911 SC  |
| 30                                       | 1      | Dany Snobeck     | Renault 5 Turbo |

### Fahrer-Weltmeisterschaft
| Pos. | Fahrer           | Punkte |
| ---- | ---------------- | ------ |
| 1    | Walter Röhrl     | 20     |
| 2    | Hannu Mikkola    | 15     |
| 3    | Jean-Luc Thérier | 12     |
| 4    | Guy Fréquelin    | 10     |
| 5    | Bruno Saby       | 8      |

### Herstellerwertung
| Pos. | Team    | Punkte |
| ---- | ------- | ------ |
| 1    | Opel    | 18     |
| 2    | Audi    | 16     |
| 3    | Porsche | 14     |
| 4    | Renault | 10     |